# Alejandro Hernández Maiquez
Alejandro „Alex” Hernández Maiquez (ur. 12 lutego 1990 w Murcji) – hiszpański koszykarz grający na pozycji rozgrywającego, obecnie zawodnik Iberojet Palma.

## Osiągnięcia
Stan na 18 lutego 2018, na podstawie, o ile nie zaznaczono inaczej.
Drużynowe
- Mistrz:
  - III ligi hiszpańskiej LEB Plata (2009)
  - Hiszpanii juniorów (2007)
- Wicemistrz:
  - Hiszpanii juniorów (2008)
  - turnieju Nike International Junior Tournament (2008)
- Finalista pucharu Polski (2018)

Reprezentacja
- Mistrz Europy U–16 (2006)
- Brązowy medalista mistrzostw Europy U–20 (2010)
- Uczestnik mistrzostw:
  - świata U–19 (2009 – 10. miejsce)
  - Europy U–18 (2008 – 5. miejsce)